# برنز

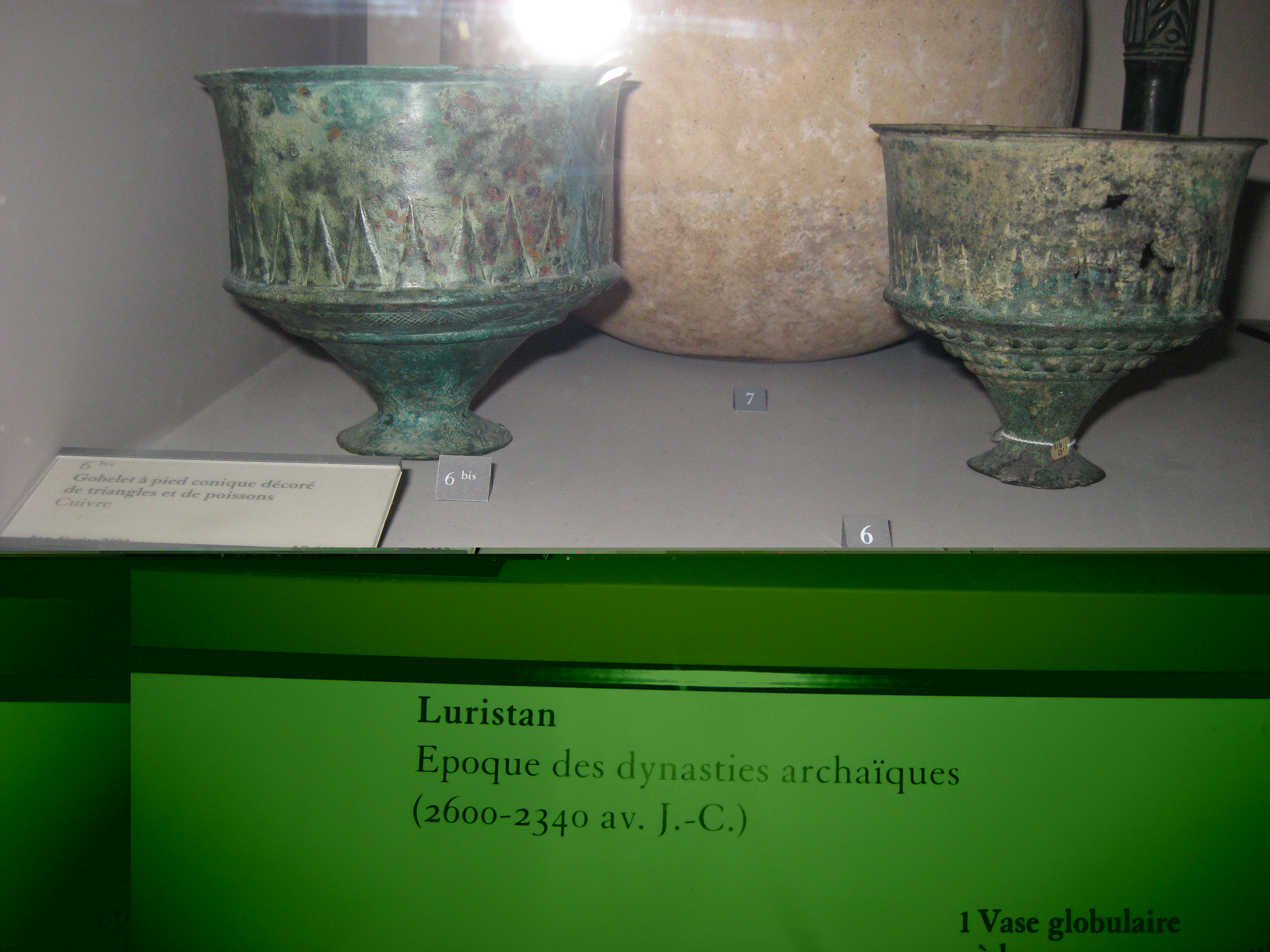
مفرغ‌های لرستان در موزه لوور

برنز یا مِفرَغ (به انگلیسی: Bronze) آلیاژی است که عمدتاً از مس تشکیل شده و معمولاً با حدود ۱۲ تا ۱۲٫۵ درصد قلع و با افزودن فلزات دیگر (مانند آلومینیوم، منگنز، نیکل یا روی) و گاهی نافلزها مانند فسفر، یا شبه‌فلزهایی مانند آرسنیک یا سیلیسیم همراه است. این افزودنی‌ها طیف وسیعی از آلیاژها را تولید می‌کنند که ممکن است سخت‌تر از مس به تنهایی باشند یا دارای ویژگی‌های مفید دیگری مانند استحکام، شکل‌پذیری یا قابلیت ماشین‌کاری باشند.
دورهٔ باستان‌شناسی که در آن برنز،  یکی ازسخت‌ترین فلز مورد استفادهٔ گسترده بود، با عنوان عصر برنز شناخته می‌شود. آغاز عصر برنز در غرب اوراسیا و هند به‌طور معمول به اواسط هزارهٔ چهارم پیش از میلاد و در اوایل هزارهٔ دوم پیش از میلاد در چین مربوط می‌شود. استفاده از برنز در جاهای دیگر نیز به‌تدریج، گسترش یافت. عصر برنز با عصر آهن دنبال شد که از حدود سال ۱۳۰۰ پیش از میلاد آغاز شد و در حدود سال ۵۰۰ پیش از میلاد به بیشتر اوراسیا رسید.
از آن‌جا که آثار هنری تاریخی بیشتر از برنج (مس و روی) و برنز با ترکیب‌بندی‌های مختلف ساخته می‌شدند، موزه‌های مدرن و توصیف‌های علمی آثار هنری قدیمی‌تر به‌طور فزاینده‌ای از اصطلاح کلی «آلیاژ مس» استفاده می‌کنند.

## واژه‌شناسی

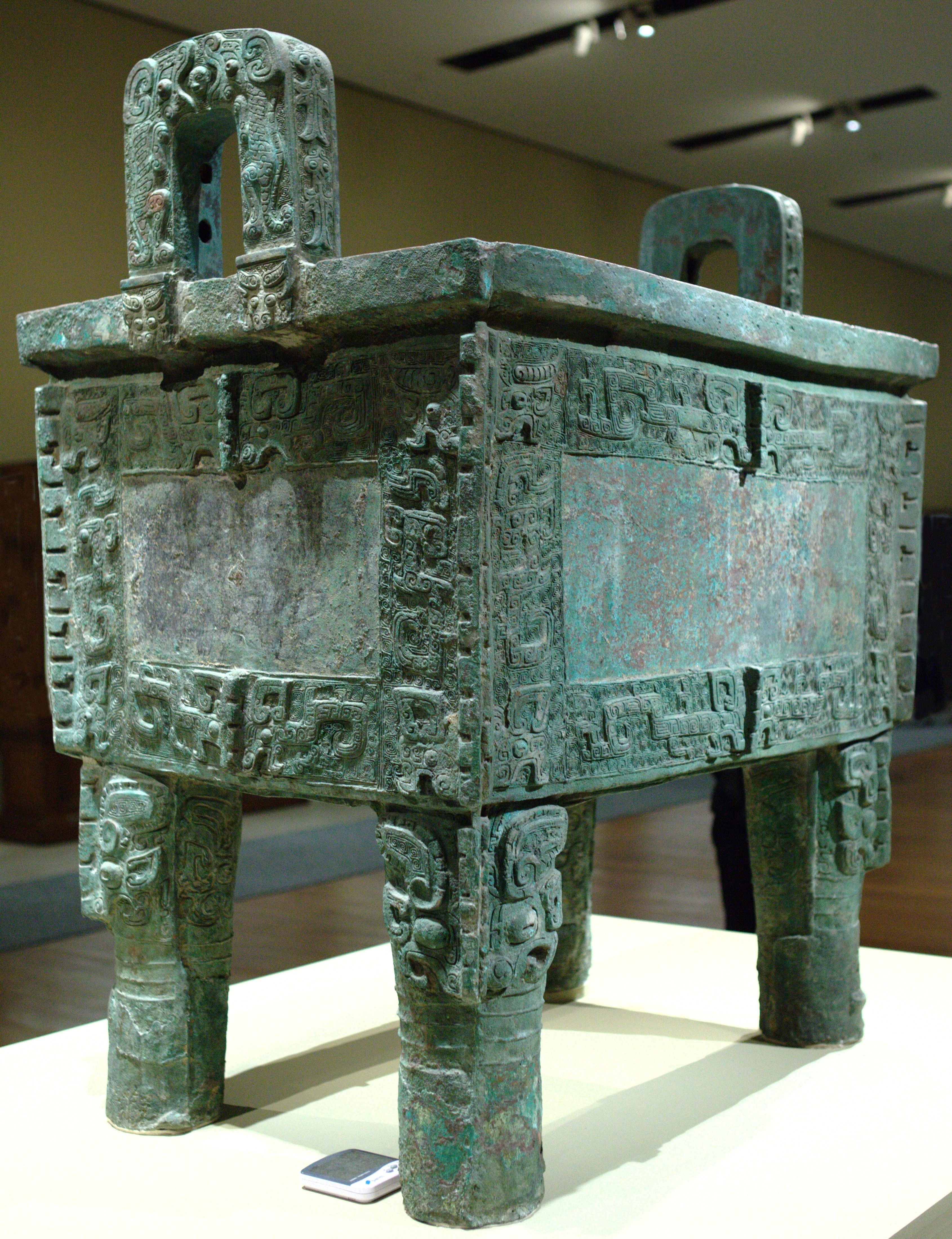
هومووو دینگ سنگین‌ترین برنز آیینی چینی که تاکنون یافت شده‌است. مربوط به ۱۳۰۰–۱۰۴۶ پیش از میلاد در موزه ملی چین، پکن

واژهٔ برنز از ریشهٔ فرانسوی bronze و آن از ریشهٔ ایتالیایی bronzo که خود از واژهٔ فارسی برنج (birinj) گرفته شده‌است.

## ترکیب
آلیاژهای برنز بسیار متفاوتی وجود دارد، اما معمولاً برنز متداول کنونی، دارای ۸۸٪ مس و ۱۲٪ قلع است. آلفا برنز از محلول جامد آلفا قلع در مس تشکیل شده‌است. در آلیاژهای آلفا برنز، از قلعِ ۴ تا ۵ درصد برای ساخت سکه، فنر، توربین و تیغ استفاده می‌شود. برنزهای تاریخی از نظر ترکیب، بسیار متغیر هستند، زیرا بیشتر فلزکاران گذشته، احتمالاً از هر ضایعاتی که در دسترس بود استفاده می‌کردند. در یک نمونه شمعدان برنزی از بریتانیای قرن دوازدهم، ترکیب آن حاوی مخلوطی از مس، روی، قلع، سرب، نیکل، آهن، آنتیموان، آرسنیک با مقدار غیرمعمول و زیادی نقره است و این مخلوط نشان می‌دهد که این شمعدان، از گنجینه‌ای از سکه‌های قدیمی ساخته شده‌است. برنزهای بنین مربوط به قرن سیزدهم در واقع برنجی هستند.
در عصر برنز، معمولاً دو شکل برنز، مورد استفاده قرار می‌گرفت: «برنز کلاسیک» با حدود ۱۰ درصد قلع و «برنز ملایم» که حاوی حدود ۶٪ قلع بود. سلاح‌های تیغه‌دار عمدتاً از برنز کلاسیک ریخته‌گری می‌شدند، در حالی‌که کلاه‌خودها و زره‌ها از برنز ملایم تهیه می‌شدند. اکنون برنز تجاری (۹۰٪ مس و ۱۰٪ روی) و برنز معماری (۵۷٪ مس، ۳٪ سرب، ۴۰٪ روی) بیشتر به‌عنوان آلیاژهای برنج در نظر گرفته می‌شوند زیرا حاوی روی به‌عنوان عنصر اصلی آلیاژی هستند و معمولاً در کاربردهای معماری استفاده می‌شوند.
«برنز پلاستیکی» حاوی مقدار قابل‌توجهی سرب است که باعث بهبود شکل‌پذیری می‌شود که احتمالاً توسط یونانیان باستان در ساخت کشتی از آن استفاده می‌شد. سایر آلیاژهای برنز عبارت‌اند از: آلومینیوم برنز، فسفر برنز، منگنز برنز، فلز زنگ، آرسنیک برنز، بیسموت برنز، فلز اسپکولوم و آلیاژ سِنج.

## ویژگی‌ها
برنزها معمولاً آلیاژهایی انعطاف‌پذیر هستند که به‌طور قابل توجهی کمتر از چدن، شکننده هستند. برنز معمولاً تنها به‌صورت سطحی اکسید می‌شود. هنگامی‌که یک لایه اکسید مس (که در نهایت به کربنات مس تبدیل می‌شود) تشکیل شد، فلز زیرین از خوردگی بیشتر محافظت می‌شود. این را می‌توان در تندیس‌های مربوط به عصر هلنیستی مشاهده کرد. با این‌حال، اگر کلرید مس تشکیل شود، یک حالت خوردگی با نام «بیماری برنز» در نهایت آن را به‌طور کامل از بین می‌برد. آلیاژهای مبتنی بر مس دارای نقطه ذوب پایین‌تری نسبت به فولاد یا آهن هستند و به‌راحتی از فلزات تشکیل‌دهندهٔ آن‌ها تولید می‌شوند. آن‌ها به‌طور کلی حدود ۱۰ درصد چگالی بیشتری از فولاد دارند اما آلیاژهایی که از آلومینیوم یا سیلیسیم استفاده می‌کنند، ممکن است کمی چگالی کمتری داشته باشند. برنز نسبت به اکثر فولادها رسانای گرما و الکتریکی بهتری است. هزینهٔ آلیاژهای بر پایهٔ مس به‌طور کلی بالاتر از فولادها اما کمتر از آلیاژهای مبتنی بر نیکل است.
مس و آلیاژهای آن کاربردهای بسیار متنوعی دارند که نشان‌دهندهٔ خواص فیزیکی، مکانیکی و شیمیایی چندمنظوره و همه‌کارهٔ آن هاست. برخی از این ویژگی‌های رایج، عبارت‌اند از رسانایی الکتریکی بالای مس خالص، ایجاد اصطکاک کم در برنز یاتاقان (برنزی که میزان سرب بالایی دارد - ۶–۸ درصد)، کیفیت رزونانسی برنز زنگ (۲۰٪ قلع، ۸۰٪ مس) و مقاومت در برابر خوردگی توسط آب دریا در چندین آلیاژ برنز.
نقطهٔ ذوب برنز بسته به نسبت اجزای آلیاژی متفاوت است و حدود ۹۵۰ درجه سلسیوس (۱٬۷۴۲ درجه فارنهایت) است. برنز معمولاً غیرمغناطیسی است اما آلیاژهای ویژه‌ای از آن که حاوی آهن یا نیکل هستند، ممکن است ویژگی‌های مغناطیسی داشته باشند.

## کاربردها

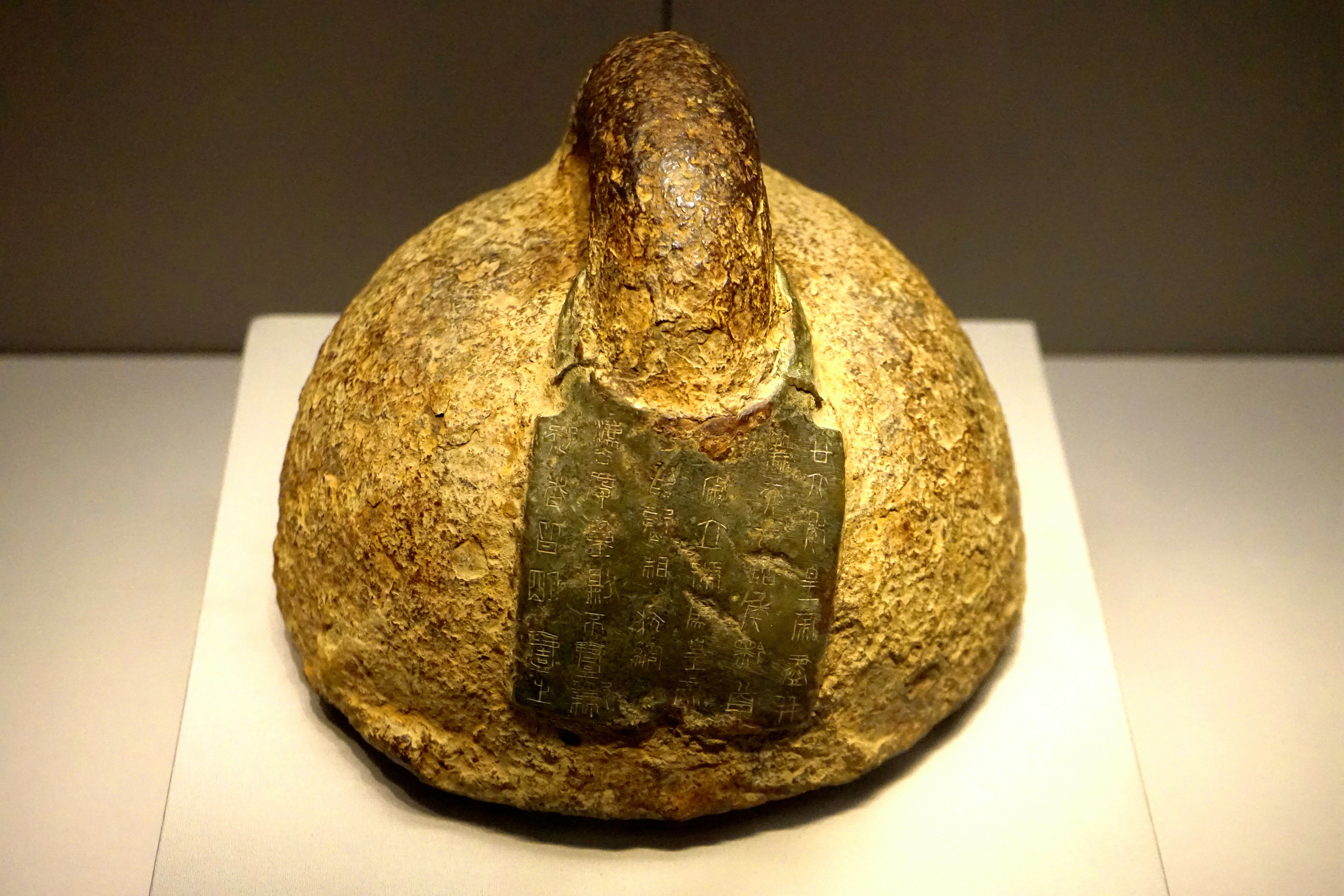
یک وزنهٔ برنزی همراه به دستور شاهی از دودمان مینگ

ز

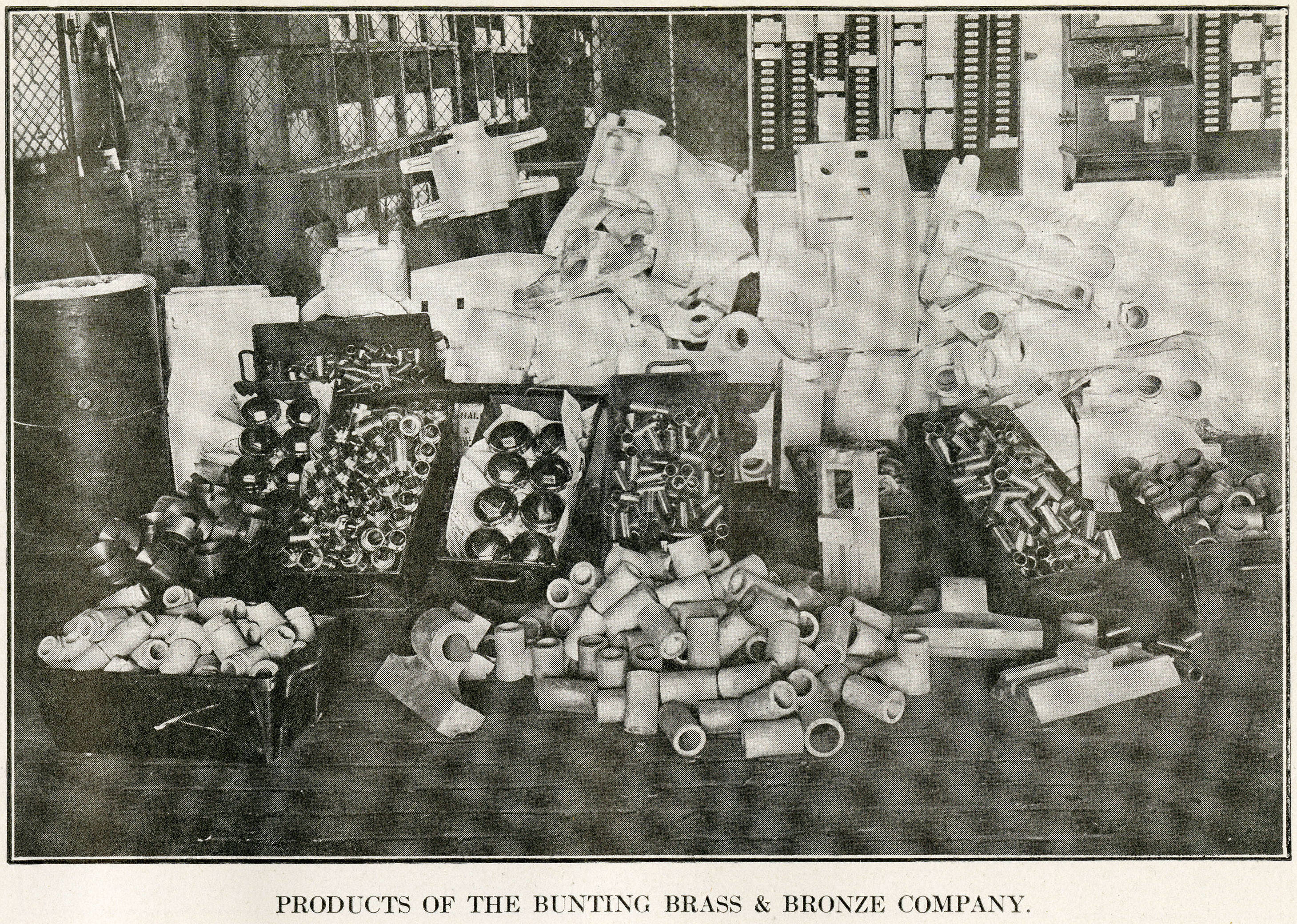
تولیدات صنعتی شرکت برنز و برنج بانتینگ، ۱۹۱۲

برنز، یا آلیاژها و مخلوط‌های برنز-مانند، برای ضرب سکه‌ها به‌مدتی طولانی استفاده می‌شدند. برنز به‌ویژه برای استفاده در اتصالات قایق و کشتی تا پیش از استفادهٔ گسترده از فولاد زنگ‌نزن به‌دلیل ترکیبی از چقرمگی و مقاومت در برابر خوردگی در تماس با آب شور دریا مناسب بود. برنز هنوز هم معمولاً در ساخت پروانه‌های کشتی و یاتاقان‌های غوطه‌ور مورد استفاده است.
در قرن بیستم، سیلیکون به‌عنوان عنصر آلیاژی اولیه معرفی شد و آلیاژی با کاربرد گسترده در صنعت و شکل اصلی مورد استفاده در مجسمه‌سازی معاصر ایجاد کرد. مجسمه سازان ممکن است برنز سیلیکونی را ترجیح دهند، زیرا میله لحیم کاری برنز سیلیکونی آماده است، که امکان ترمیم عیوب در قطعات ریخته‌گری مطابق رنگ را فراهم می‌کند. آلومینیوم همچنین برای فلز ساختاری آلومینیوم برنز استفاده می‌شود. قطعات برنزی سخت هستند و معمولاً برای تولید گیره‌ها، اتصالات الکتریکی، فنرها و یاتاقان‌های موتورهای الکتریکی کوچک، استفاده می‌شوند. برنز فسفر به‌طور ویژه برای ساخت یاتاقان‌ها و فنرهای با درجهٔ دقیق، مناسب است و همچنین در سیم‌های گیتار و پیانو استفاده می‌شود.
برخلاف فولاد، برنزی که به سطحی سخت برخورد کند جرقه ایجاد نمی‌کند، بنابراین (همراه با مس بریلیوم) برای ساخت چکش، کوله، آچار و سایر ابزارهای بادوامِ بالا برای استفاده در محیط‌های انفجاری یا در حضور بخارات قابل اشتعال استفاده می‌شود. برنز برای ساخت پشم برنز برای کاربردهای نجاری که در آن پشم فولادی باعث تغییر رنگ بلوط می‌شود، استفاده می‌شود. برنز فسفر برای ساخت پروانهٔ کشتی‌ها، آلات موسیقی و اتصالات الکتریکی استفاده می‌شود. آلیاژ آلومینیوم برنز، سخت و مقاوم در برابر سایش است و برای ساخت یاتاقان‌ها و راه‌های ماشین‌ابزار استفاده می‌شود.

### مجسمه‌سازی
برنز به‌طور گسترده‌ای برای ریخته‌گری مجسمه‌های برنزی استفاده می‌شود. آلیاژهای معمولی برنز دارای خاصیت غیرعادی و مطلوبی هستند که درست پیش از گیرش، اندکی منبسط می‌شوند و در نتیجه، بهترین جزئیات یک قالب را پُر می‌کنند. پس از سرد شدن، برنز، کمی جمع می‌شود و جدا شدن آن از قالب راحت‌تر می‌شود. مجسمه‌های برنزی به‌عنوان عالی‌ترین شکل مجسمه‌سازی در هنر یونان باستان در نظر گرفته می‌شدند. البته تعداد کمی از آن‌ها باقی مانده‌است، زیرا برنز مادهٔ ارزشمندی بود که در دوران باستان متأخر و دوره‌های قرون وسطی تا حدودی کمیاب بود. بسیاری از مشهورترین مجسمه‌های برنز یونانی، از طریق نسخه‌های رومی در سنگ مرمر شناخته شده‌اند که احتمال بقای آن‌ها بیشتر بوده‌است.
در هند، مجسمه‌های برنزی از دورهٔ شاهنشاهی کوشانی، گوپتا و دوره‌های بعدی، یافت شده‌است. صنعتگران هندی مربوط به دورهٔ امپراتوری چولا در تامیل نادو از برنز برای ساختن مجسمه‌های پیچیده با جزئیاتی پرآذین که خدایان هندوئیسم را نشان می‌داد، استفاده کرده‌اند.
در دوران باستان فرهنگ‌های دیگر نیز با استفاده از برنز آثار هنری عالی تولید می‌کردند. برای مثال: در آفریقا، سرهای برنزی پادشاهی بنین، در اروپا، برنزهای یونانی معمولاً از چهره‌هایی از اساطیر یونانی، در شرق آسیا، برنزهای آیینی چینی از دودمان شانگ و ژو. مجسمه‌های برنزی، اگرچه به خاطر ماندگاری طولانی‌شان شناخته می‌شوند، اما هنوز در معرض تخریب میکروبی توسط گونه‌های خاصی از مخمرها هستند. کاربرد برنز در دوران کنونی نیز به‌عنوان یکی از مواد انتخابی برای ساخت تندیس‌ها ادامه دارد.

### آینه‌های برنزی
تا پیش از این‌که تولید شیشه با سطوح مسطح قابل قبولی ممکن شود، برنز یک مادهٔ استاندارد برای ساخت آینه‌ها بود. سطح منعکس‌کننده معمولاً کمی محدب ساخته می‌شد به‌طوری‌که کل صورت را می‌توان در یک آینهٔ کوچک دید. برنز برای این منظور، در بسیاری از نقاط جهان، مورد استفاده قرار گرفت. آینه‌های برنزی از دورهٔ پادشاهی میانهٔ مصر (۲۰۴۰–۱۷۵۰ پیش از میلاد) باقی مانده‌است. در اروپا، اتروسک‌ها در قرن ششم پیش از میلاد، آینه‌های برنزی می‌ساختند و آینه‌های یونانی و رومی نیز از همین الگو پیروی می‌کردند. آینه‌های برنزی همچنان تا قرن ۱۸ میلادی در ژاپن ساخته می‌شدند.

### آلات موسیقی

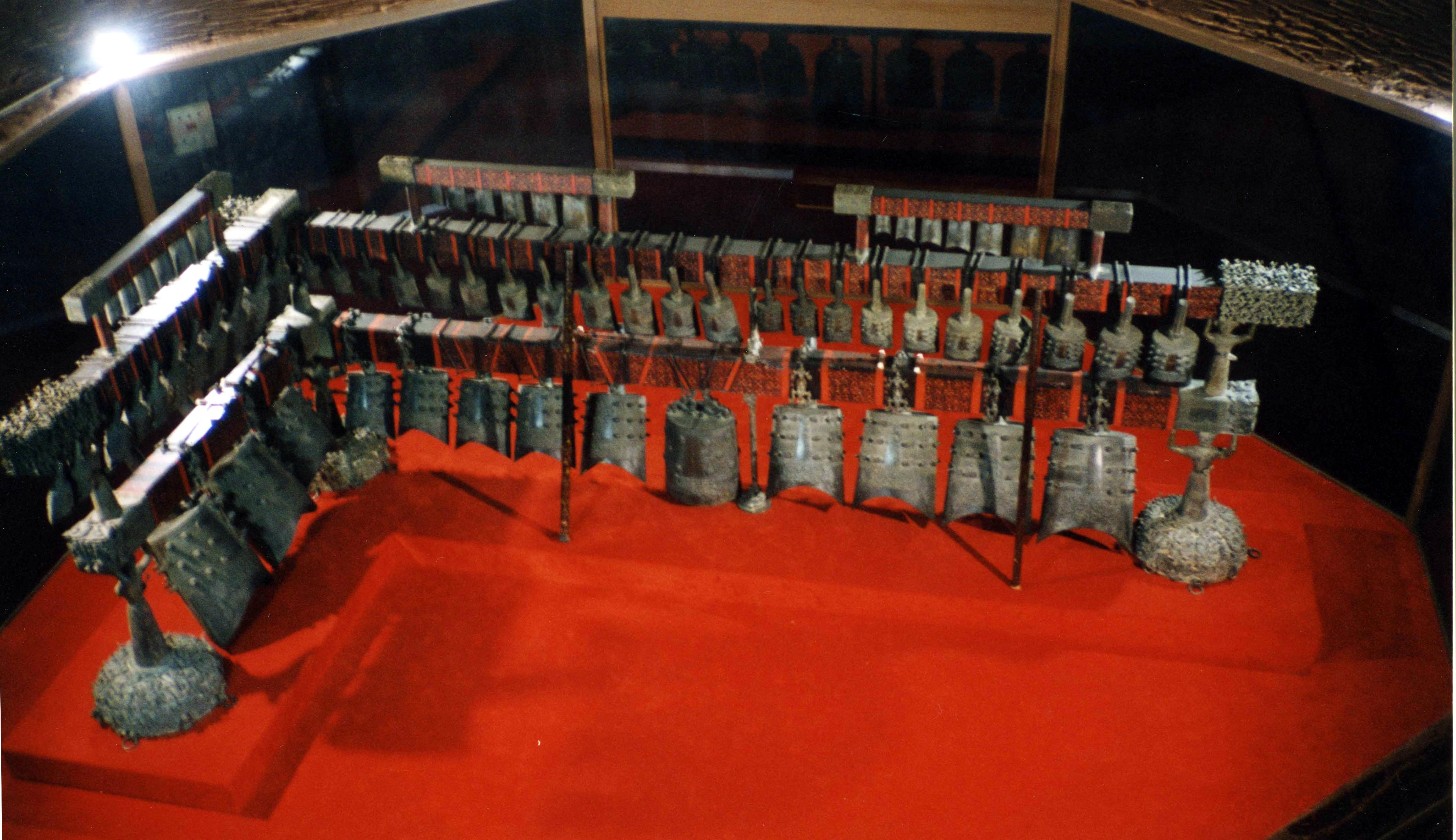
ناقوس‌های چینی از دورهٔ بهار و پاییز (۴۷۶–۲۲۱ پیش از میلاد)

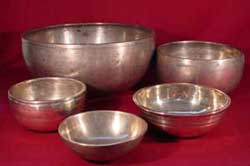
کاسه‌های آوازخوانی از قرن ۱۶ تا ۱۸. برنز بازپخت‌شده همچنان در منطقهٔ هیمالیا ساخته می‌شود.

برنز فلز ترجیحی برای ساخت زنگ‌ها و ناقوس‌ها به‌شکل آلیاژ برنز با میزان قلع بالا است که در زبان عامیانه با عنوان فلز زنگ شناخته می‌شود که دارای حدود ۲۳٪ قلع است. تقریباً تمام سنج‌های حرفه‌ای از برنز ساخته شده‌اند که تعادل مطلوبی از دوام و تن صدا ایجاد می‌کند. با افزایش محتوای قلع در زنگ، ناقوس یا سنج، تن صدا کاهش می‌یابد.
قدیمی‌ترین یافته‌های باستان‌شناسی برنزی در اندونزی مربوط به هزارهٔ یک تا دو پیش از میلاد، شامل آلات موسیقی به‌صورت صفحات تخت احتمالاً آویزان‌شده‌است که با یک پتک چوبی یا استخوانی ضربه می‌خورده‌است. قدمت طبل‌های برنزی باستانی از تایلند و ویتنام به ۲۰۰۰ سال پیش بازمی‌گردد. همچنین قدمت ناقوس‌های برنزی از تایلند و کامبوج به ۳۶۰۰ سال پیش از میلاد بازمی‌گردد.
اکنون برخی از شرکت‌ها ساکسیفون را از فسفر برنز (دارای ۳٫۵ تا ۱۰ درصد قلع و حداکثر ۱ درصد فسفر) می‌سازند. برنز همچنین در سیم‌پیچی سیم‌های فولادی و نایلونی سازهای زهی مختلف مانند کنترباس، پیانو، هارپسیکورد و گیتار استفاده می‌شود. سیم‌های برنزی معمولاً روی پیانوفورته برای زنگ‌های پایین‌تر در نظر گرفته می‌شوند، زیرا کیفیت پایداری بالاتری نسبت به فولاد با کشش بالا دارند.

### سکه‌ها و مدال‌ها
برنز در سکه‌ها نیز به‌کار رفته‌است. بیشتر سکه‌های مسی در واقع برنزی هستند، با حدود ۴ درصد قلع و ۱ درصد روی. مانند سکه‌ها، برنز قرن‌ها در ساخت انواع مختلف مدال‌ها استفاده شده‌است و در دوران معاصر برای کسب مقام سوم در مسابقات ورزشی و رویدادهای دیگر، مدال برنز اهدا می‌شود. این نوع استفاده از برنز، تا حدی به‌دلیل انتخاب طلا، نقره و برنز برای نشان دادن سه عصر اول انسان در اساطیر یونان نسبت داده شد: عصر طلایی، زمانی است که انسان‌ها در میان خدایان زندگی می‌کردند. عصر نقره‌ای که در آن جوانی، صد سال به‌طول انجامید و عصر برنز که عصر قهرمانان است. این دسته‌بندی در مسابقات ورزشی، نخستین بار در بازی‌های المپیک تابستانی ۱۹۰۴ پذیرفته شد. در رویداد ۱۸۹۶، نقره به برندگان و برنز به نفرات دوم اهدا شد اما در سال ۱۹۰۰ جوایز دیگری به‌جای مدال داده شد.

## پیشینهٔ تاریخی

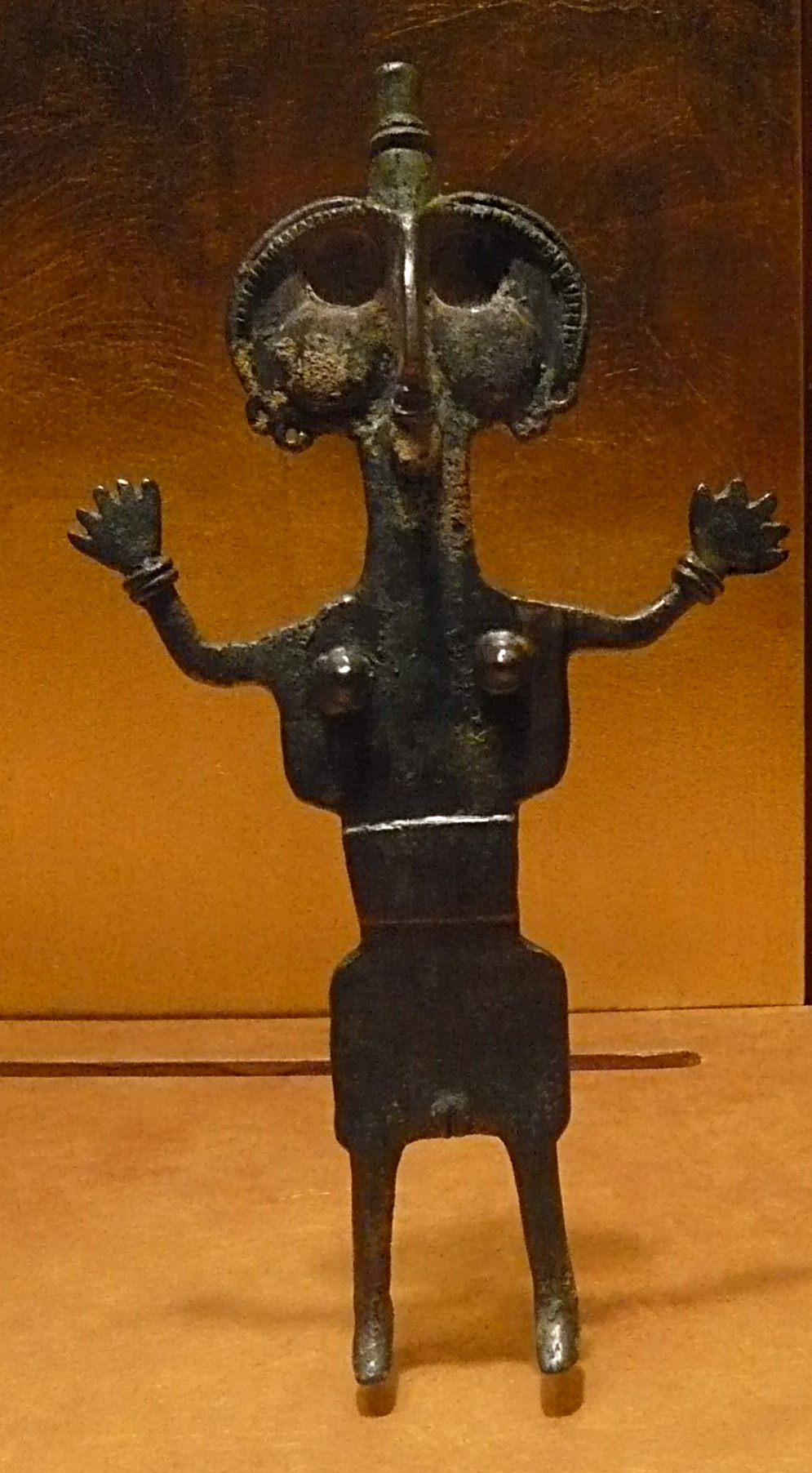
آدمک مفرغی

عصر برنز پس از عصر مس رخ داده‌است. این تقسیم‌بندی به این جهت است که مصنوعات فلزی این دوره از زندگی بشر، بیشتر ترکیبی از مس و قلع است به‌طوری‌که کاوش‌های دیرین‌شناسی نشان داده، ساکنان ایران از پنج هزار سال پیش از میلاد مسیح نیز آلیاژ برنز را می‌شناخته‌اند و از آن برای ساختن مصنوعات فلزی خود استفاده می‌کرده‌اند. مصنوعات مفرغی که در سایر نقاط دنیا ضمن حفاری‌های گوناگون یافت شده، قدیمی‌تر از این تاریخ نیست؛ بنابراین می‌توانیم شروع عصر برنز را از پنج هزار پیش از میلاد مسیح بدانیم.
هزاران سال است که از برنز، کالاهای گوناگون می‌سازند. برنز اگرچه فلزی بسیار سخت و کار کردن با آن دشوار است، اما گفته می‌شود که چینی‌ها، مصری‌ها، یونانی‌ها، ایرانی‌ها و رومی‌های قدیم آن را می‌شناختند و از آن برای ساخت لوازم گوناگون استفاده می‌کردند. در کورن‌وال انگلیس معدن‌های زیادی وجود داشته که دارای ذخیره‌های عظیم قلع بوده‌است؛ بنابراین، قلعی که از کورن‌وال به‌دست می‌آمده، برای ساختن برنز در بخش‌های دیگر اروپا استفاده می‌شده‌است. بیش از هزار سال قبل در کشورهای چین، کره و ژاپن هم از برنز استفاده می‌شده‌است.
استفاده از کاسه‌های برنزی از قرون وسطی در کلیساهای انگلستان متداول شده‌است. در انگلستان ساختن بشقاب و فنجان‌های برنزی بسیار رایج بود، اما در همان زمان اشخاص ثروتمندتر از ظروف نقره‌ای استفاده می‌کردند و استفاده از ظروف برنزی فقط مختص طبقهٔ متوسط بود. در فرانسه، در قرن چهاردهم، از برنز برای ساختن ظرف‌های نوشیدنی، بشقاب، نمکدان، و قابلمه‌های غذا استفاده می‌کردند. در قرن چهاردهم در آلمان کارخانه‌ای تأسیس شد که در آن محصولاتی از برنز می‌ساختند. در همان زمان در بلژیک، هلند، سوئیس، روسیه و اسکاندیناوی نیز ظروف برنزی ساخته می‌شد. در ایالات متحده از برنز، در دوره‌های اولیهٔ کشف این قاره استفاده می‌شد و مقداری ظروف برنزی مربوط به قرن هفدهم وجود دارد، اما تولید اساسی آن بین سال‌های ۱۷۵۰ و ۱۸۵۰ میلادی انجام پذیرفت. در آن زمان از برنز برای تهیهٔ تمام ظروف آشپزخانه استفاده می‌شد.

## برنز در ایران
ایران دارای پیشینهٔ بسیار طولانی در ذوب سنگ معدن و استخراج فلز مس است، آثار به‌دست آمده از تپه قبرستان دشت قزوین متعلق به نیمهٔ دوم هزارهٔ پنجم پیش از میلاد، روستاهای سنگتراشان و سرخه‌ده علیا (سرسراب) در خرم‌آباد لرستان، تپه علی‌کش در دهلران، تپه سیلک، تل ابلیس در بخش مرکزی رشته‌کوه‌های کرمان و کاوش‌های بمپور و شهداد گویای این مطلب است. فلزکاران قدیمی به‌مرور در جهت بهره‌گیری از عناصر و ترکیب آن‌ها، به ماده‌ای محکم‌تر از آلیاژ مس و قلع دست یافتند که برنز نامیده می‌شود. بدین ترتیب برنز به‌صورت یکی از برجسته‌ترین صنایع فلات ایران درآمد. عصر برنز در ایران به سه دورهٔ فرعی تقسیم می‌شود که عبارت‌اند از:
- عصر برنز قدیم از ۲۰۰۰ – ۳۰۰۰ پیش از میلاد
- عصر برنز میانه از ۱۶۰۰ – ۲۰۰۰ پیش از میلاد
- عصر برنز جدید از ۱۲۰۰ – ۱۶۰۰ پیش از میلاد

از آثاری که امروزه در کاوش‌ها در سیلک و گورهای آن به‌دست آمده، می‌توان به اسلحه‌ای چون خنجر، سپر، پیکان و شمشیر اشاره کرد که آن‌ها را با آهن و برنز ساخته‌اند. از قرن نهم پیش از میلاد بر اثر توسعهٔ روزافزون دادوستد، تجارت آهن رو به ترقی گذاشت اما با وجود ازدیاد اشیای آهنین، آلات و ادوات مسی و برنزی ارزش خود را از دست نداد و در گورهای آن دوره اشیای ساخته‌شده از برنز و مس بسیار وجود دارد.

### برنزهای لرستان

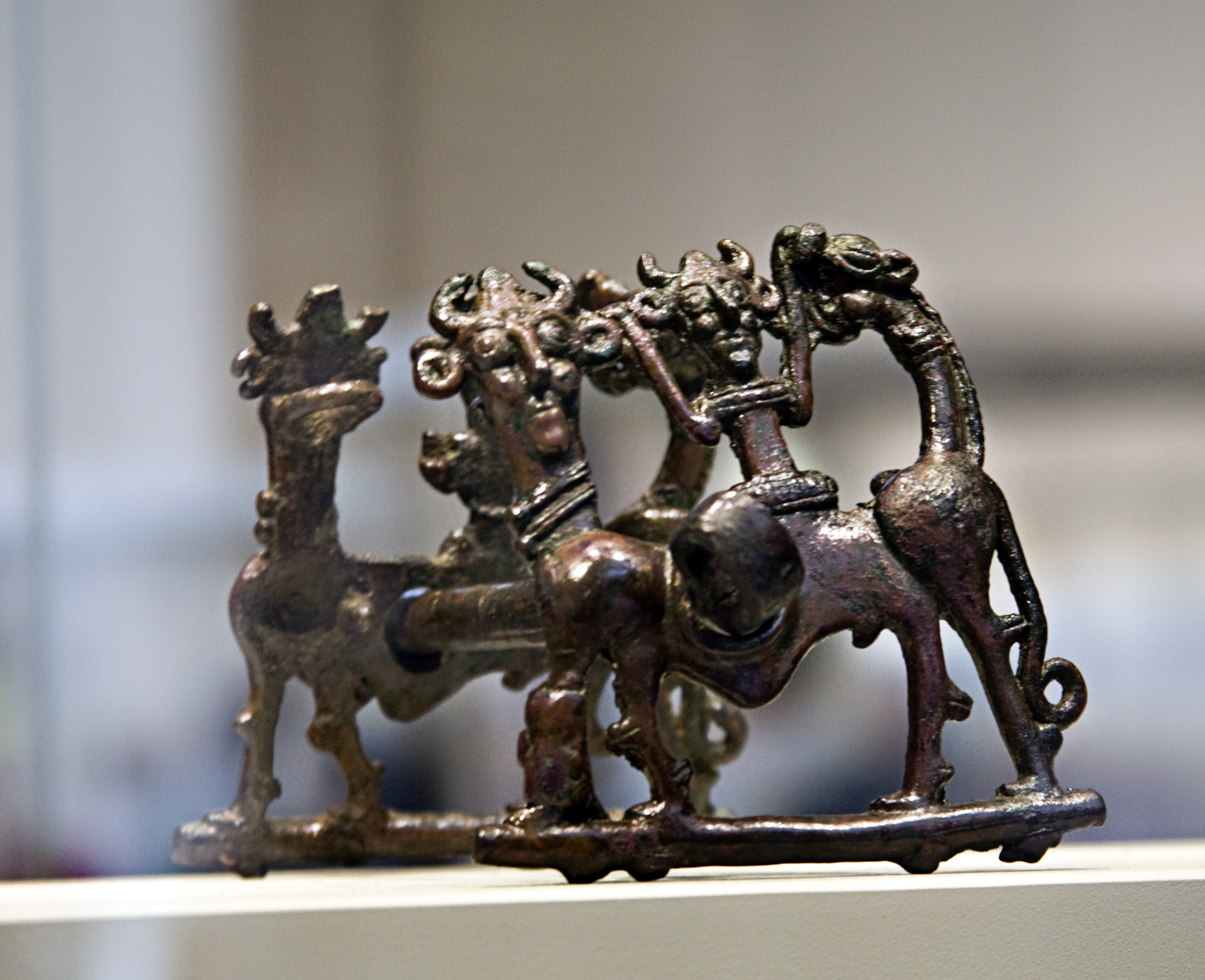
مفرغ لرستان، موزه بریتانیا

یکی از مناطق شاخص ایران در زمینهٔ صنعت برنز، استان لرستان است. برپایهٔ شواهد موجود، فلزکاری در لرستان از هزارهٔ چهارم پیش از میلاد رواج داشته‌است. مجموعه اشیای فلزی منسوب به لرستان از نیمهٔ قرن گذشته توسط محققان و پژوهشگران مختلف بسیار مورد توجه قرار گرفته و برخی از این آثار، در موزه‌های بزرگ جهان به نمایش درآمده است. از اشیاء، وسایل و ابزار فلزی به‌جا مانده در زاگرس، می‌توان به جنگ‌افزارها شامل خنجر، شمشیر، گرز و ساز و برگ سوارکاری، وسایل زینتی و انواع ظروف و وسایل پذیرایی مخصوص اشاره کرد.

### معادن مس و قلع در ایران باستان
در کوه‌های سهند در نزدیکی تبریز، دامنه‌های جنوبی زاگرس، نزدیک استرآباد و شاهرود، انارک در استان اصفهان، رباط الک آباد در نزدیکی مشهد، استان لرستان و اطراف همدان و در حوالی دریای خزر، معادن سنگ قلع و مس فراوانی وجود داشته‌است. در ارتباط با فلز وارداتی می‌توان به این مسئله رجوع کرد که در اوایل هزاره دوم پیش از میلاد تجارت فلز از آناتولی شرقی به آشور وجود داشته و فلز به‌صورت غنائم جنگی به‌وسیلهٔ حکام آشوری منتقل می‌شده‌است.

## نگارخانه

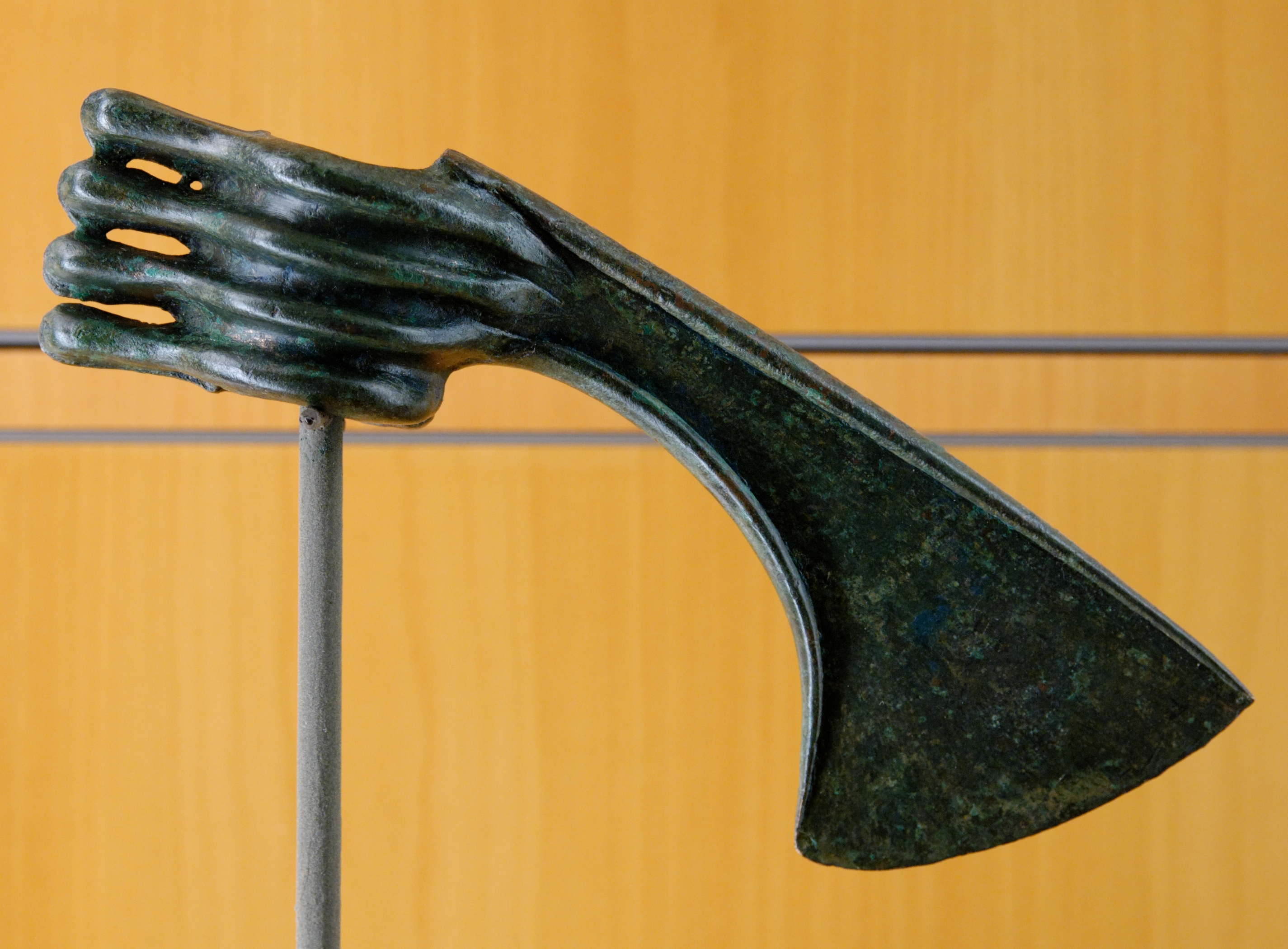
تیغه تبر مفرغی
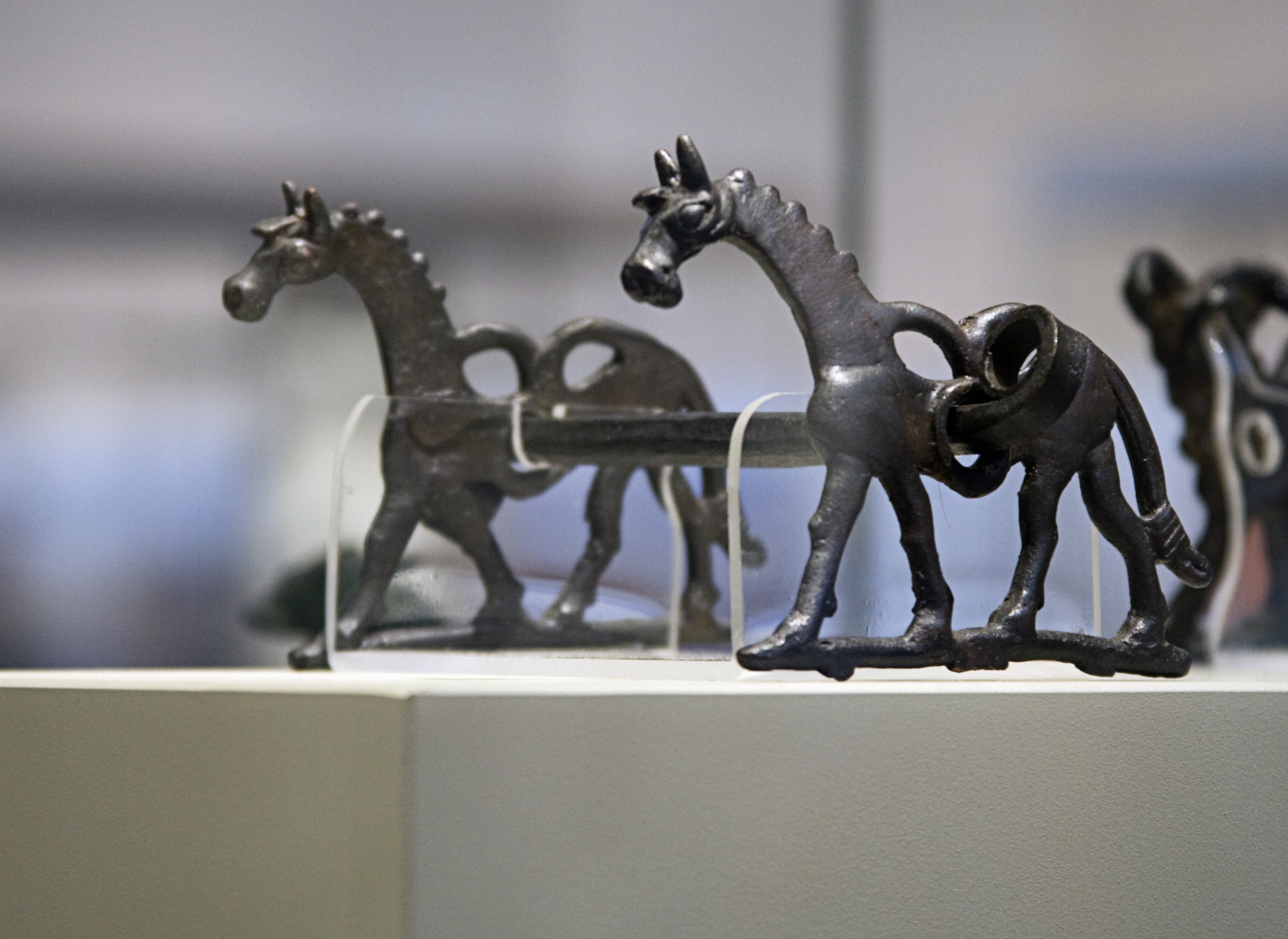
لگام مفرغی
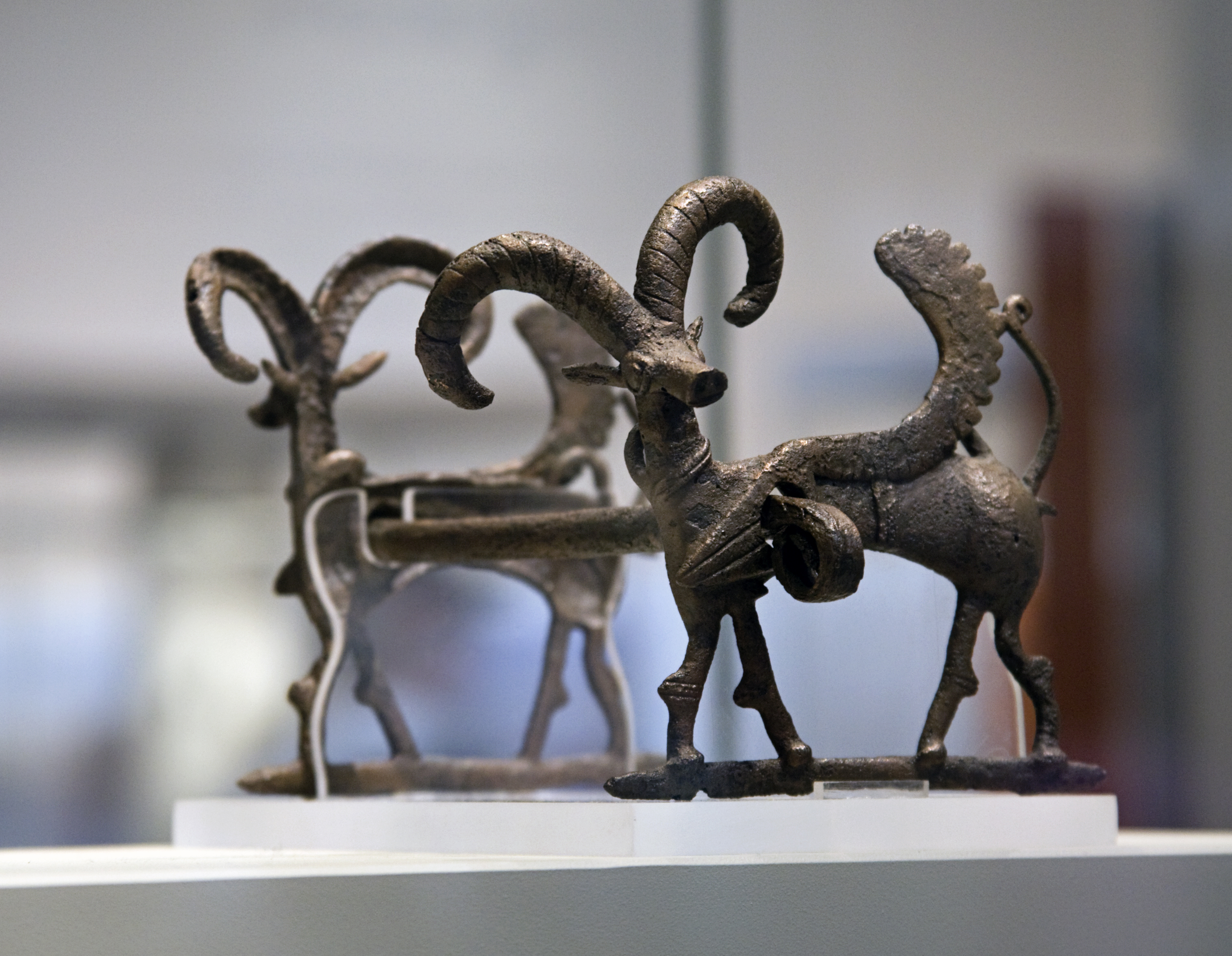
لگام با نقش بز بالدار
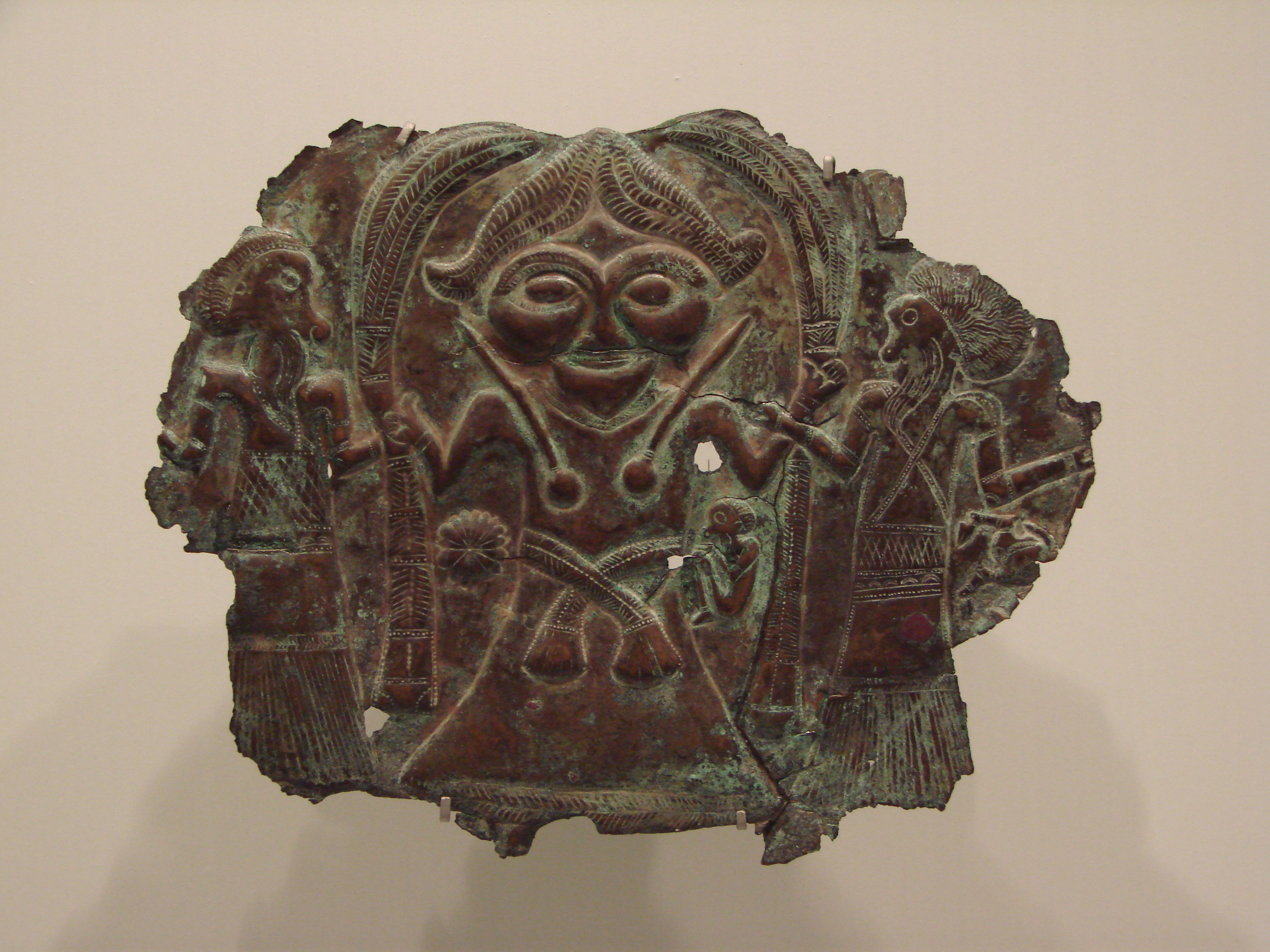
صورتک مفرغی، متعلق به ۱۰۰۰ سال قبل از میلاد مسیح
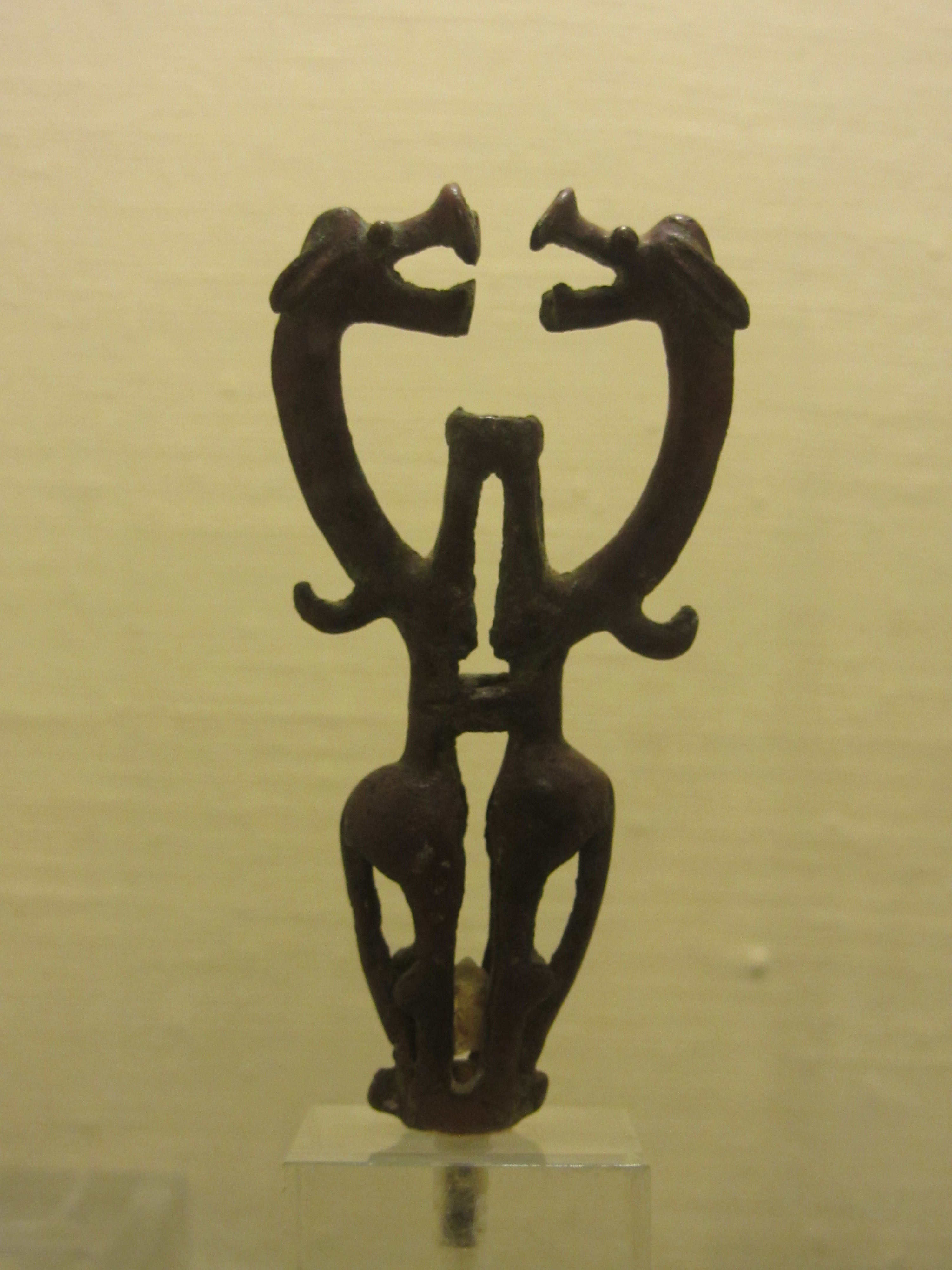
پیکره مفرغی لرستان در موزه جهان نما